# Regent Palace Hotel

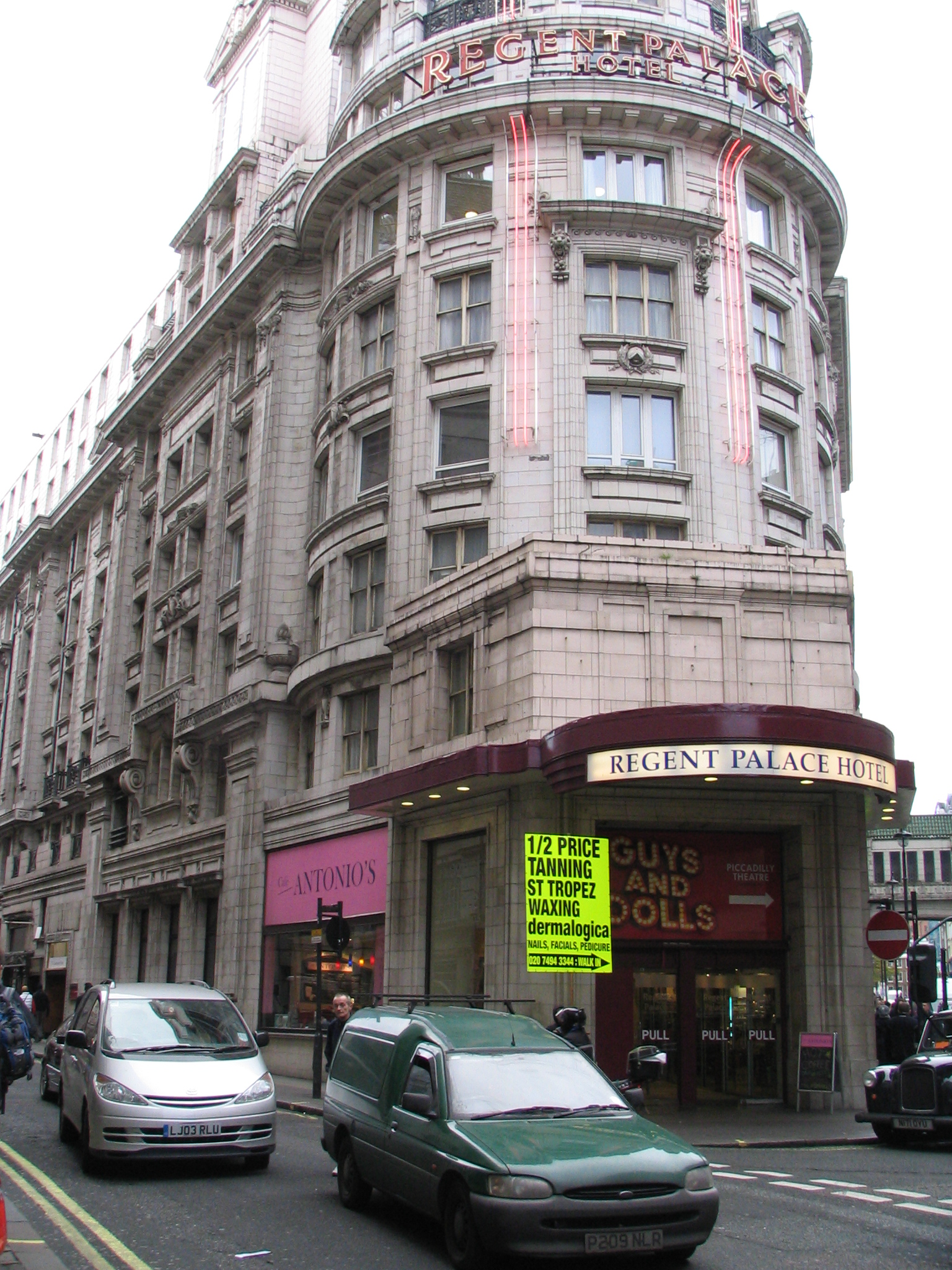
Il Regent Palace Hotel nel 2005

Il Regent Palace Hotel è stato un grande albergo nel centro di Londra al 10 di Glasshouse Street, vicino a Piccadilly Circus, tra il 1915 e il 2006. È stato designato come monumento classificato di interesse storico culturale di II grado dall'English Heritage nel 2004.

## Storia
Nel 1912, J Lyons &amp; Co acquistò la proprietà inutilizzata sul bordo esterno del quadrante in Regent Street. Lì costruì un hotel chiamato Regent Palace, che aprì il 26 maggio 1915. Occupava l'intero isolato triangolare formato da Glasshouse, Brewer e Sherwood Street ed era alto nove piani, più un seminterrato e un interrato. Conteneva 1.028 camere da letto, ma anche nei ultimi anni aveva solo bagni e servizi igienici in comune. Quando fu aperto, nel 1915, era il più grande hotel d'Europa.
L'architetto inglese Oliver Percy Bernard fu il capo progettista degli interni dell'hotel, essendo stato ingaggiato da Lyons nei primi anni 1930. La Historic England nel 2004 ha considerato l'interno dell'hotel una delle caratteristiche più importanti dell'edificio. L'ingresso è stato successivamente acquistato dal Victoria and Albert Museum che lo ha conservato come un pezzo significativo del design d'epoca.
Nel 1940, durante la Battaglia d'Inghilterra, il Regent Palace fu frequentato, tra gli altri, da aviatori canadesi, che lo trovarono un buon posto per incontrare donne.
Più tardi, durante la seconda guerra mondiale, l'hotel fu colpito da un paio di bombe, ma crearono pochi danni.
Negli anni del dopoguerra si deteriorò, nonostante i numerosi tentativi di ristrutturazione, e divenne uno degli hotel più economici di Londra, per viaggi di gruppo. L'hotel chiuse il 31 dicembre 2006. L'edificio è stato in gran parte demolito, nel 2010-2012, ed è stato sostituito dal progetto Quadrant 3 e ribattezzato "Air W1".

## Area pubblica
L'area pubblica dell'hotel era situata principalmente al piano terra e al primo piano. L'ingresso principale era all'apice all'incrocio tra Glasshouse e Sherwood Street. L'hotel e la sua insegna al neon, in alto sopra la porta, erano visibili da Piccadilly Circus. La planimetria è leggermente cambiata nel corso degli anni, ma negli anni 1980 era la seguente: subito dopo l'ingresso c'era un'edicola sulla sinistra, sulla destra c'era un bar che vendeva panini e frutta. Più avanti su quel lato c'era il bancone della reception. Di fronte c'erano tre ascensori molto piccoli, con una scala di marmo che portava a tutti i piani. Più avanti nel vestibolo c'era un negozio di articoli da regalo e un'agenzia di prenotazione per spettacoli teatrali, seguita da una sala con l'ingresso a un pub a sinistra e alla caffetteria/sala colazione a destra.
Anche in questa sala c'erano i telefoni e l'ingresso a una scala che conduceva al soggiorno dei residenti (al primo piano) e al parrucchiere al piano inferiore. Il vestibolo terminava con porte a battente che conducevano a un'area sotto una cupola con un classico pavimento in parquet. Oltre a questo c'era il ristorante, decorato in stile Art déco. La cupola era di vetro molato, in un cortile centrale triangolare aperto; anche i corridoi principali ai piani superiori erano a pianta triangolare.

## Piani superiori
Ai piani superiori c'erano le camere da letto, principalmente singole e doppie, senza bagno. Le singole piuttosto simili a celle erano molto strette, larghe appena abbastanza da contenere il letto e lo spazio per usare il lavabo. Oltre il letto c'erano una sedia e un tavolino, un armadio e la finestra. Anche le sale interne godevano di luce naturale in quanto si aprivano sul cortile centrale, la cui forma triangolare impediva l'affaccio diretto. Le camere doppie e matrimoniali erano molto più ampie con più mobili. C'erano bagni e servizi igienici in comune in ogni corridoio. Un campanello in ogni camera da letto consentiva di chiamare una cameriera che preparava un bagno, forniva asciugamani caldi e accompagnava il cliente in bagno e, dopo l'uso, lo puliva.

## Personale
Al suo apice, il Regent Palace impiegava oltre mille dipendenti. Molti di questi erano alloggiati in un edificio separato per il personale sul lato est di Sherwood Street. Questo edificio conteneva anche la lavanderia e poteva essere raggiunto da un ponte su strada al livello del terzo piano, ancora lì nel 2020. L'edificio del personale è diventato il Backpacker Hostel.

## Storia moderna
L'hotel è stato designato come edificio di interesse storico culturale di II grado dall'English Heritage nel 2004.